# Max Grodénchik
Max Grodénchik (* 12. listopadu 1952 New York, New York), známý též jako Michael Grodénchik, je americký herec.
Narodil se v newyorském Bronxu, v letech 1970–1974 navštěvoval University of Buffalo. Poté začal hrát v různých divadlech po celých Spojených státech. Jeho herecký výkon v inscenaci All Night Long (1980) od Johna O'Keefea byl oceněn kritiky v listu Sarasota Herald-Tribune. Ve filmu debutoval v roce 1981 malou rolí v komedii Chu Chu and the Philly Flash, v průběhu své kariéry se objevil např. ve snímcích Apollo 13, Rumpelstiltskin či Božský Bruce. Věnoval se také práci v televizi, kromě hostování v různých seriálech (např. v roce 2011 Kriminálka Las Vegas) se výrazně projevil v podobě různých ferengských postav ve sci-fi světě Star Treku. Nejprve dostal dvě epizodní role v seriálu Star Trek: Nová generace: v díle „Kapitánova dovolená“ (1990) hrál Sovaka, v epizodě „Ideální partnerka“ (1992) hrál Par Lenora. V roce 1992 se ucházel o roli Quarka v nově chystaném seriálu Star Trek: Stanice Deep Space Nine, tuto jednu z hlavních postav ale dostal Armin Shimerman. Grodénchik nicméně v průběhu celého seriálu (1993–1999) hrál Roma, pravidelně se vyskytující vedlejší postavu a Quarkova bratra. V celovečerním filmu Star Trek: Vzpoura navíc dostal cameo trillského praporčíka, jeho scéna ale byla vystřižena.